# Palestina en los Juegos Paralímpicos de Tokio 2020
Palestina estuvo representada en los Juegos Paralímpicos de Tokio 2020 por un deportista masculino. El equipo paralímpico palestino no obtuvo ninguna medalla en estos Juegos.